# Patrick Gallagher
Patrick Gallagher (født 21. februar 1968) er en canadisk skuespiller.

## Karriere
Gallagher er kendt for sine tv-roller som, Joe Finn i Da Vinci's Inquest, alkoholsælger i Entourage, Leon i The Line, Farhod the Fierce i Pair of Kings, og Ken Tanaka i Glee, og hans filmroller som Besværlige Davies i Master and Commander: The Far Side of the World og Gary the bartender i Sideways. Gallagher har også spillet hunneren Attila i Nat på museet og dets efterfølgere, og Chow i True Blood.

## Personlige liv
Gallagher blev født i Chilliwack, British Columbia, Canada. Han er af kinesisk og irsk afstamning.